# Sørvika (Ibestad)
Sørvika est une localité du comté de Troms, en Norvège.

## Géographie
Administrativement, Sørvika fait partie de la kommune d'Ibestad.